# Friedrich Karl Biedermann
Friedrich Karl Biedermann (Lipcse, 1812. szeptember 25. – Lipcse, 1901. március 5.) német történész és politikus.

## Pályafutása
1835-ben magántanár lett a lipcsei egyetemen, 1838-ban pedig a bölcsészet rendkívüli tanárává nevezték ki. Az általa szerkesztett folyóiratokban [Deutsche Monatschrift für Litteratur und öffentliches Leben (1842-45), Der Herold (1844-47), Unsere Gegenwart und Zukunft (1846-48)] a nemzeti haladás és a kisebb államoknak Poroszországhoz való csatlakozása mellett harcolt. 1845-ben politikai beszéd miatt eltiltották a tanárságtól, 1848-ban pedig tagja lett a frankfurti parlamentnek, mely utóbb az alelnöki székbe emelte. 1863-ban visszatért Lipcsébe és átvette a Deutsche Allgemeine Zeitung szerkesztését; 1865-ben pedig visszahelyezték tanári állásába. Tagja volt a szász kamarának (1869-76) és a német birodalmi gyűlésnek (1871-74).

## Nevezetesebb írásai
- Die deutsche Philosophie von Kant bis auf unsere Tage (Lipcse 1841-43, 2 kötet)
- Vorlesungen über Socialismus und sociale Fragen (1847)
- Erinnerungen aus der Paulskirche (1849)
- Die Erziehung zur Arbeit (1852, 2. kiad. 1883)
- Deutschland im XVIII. Janhrhundert (1854-1880, 2 kötet)
- Frauenbrevier (1856, 2. kiad. 1881)
- Friedrich d. Gr. und sein Verhältniss zur Entwickelung des deutschen Geisteslebens (Braunschweig, 1859)
- Deutschlands frühste Zeit, oder der Dreissigjährige Krieg in Seinen Folgen für das deutsche Kulturleben (Berlin, 1862)
- Dreissig Jahre deutscher Geschichte 1840-70 (1880, 2 kötet; 2. kiad 1883)
- Mein Leben und ein Stück Zeitgeschichte (2 kötet, Boroszló 1886-87)
- Fünfzig Jahre im Dienste des nationalen Gedankens (Boroszló, 1892)